# Југославија на Европском првенству у атлетици у дворани 1972.
Југославија учествовала је на 3. Европском првенству у дворани 1972 одржаном у Греноблу, Француска, 11. и 15. марта.
На првенству у Бечу Југославију је представљало 5 атлетичара (5 мушкараца и 0 жена) који су се такмичили у 5 дисциплина.
Без освојених медаља Југославија није била међу 14 земама које су освајале медаље од укупно 23 земље учеснице. У табели успешности према броју и пласману такмичара који су учествовали у финалним такмичењима (првих 6 такмичара) Југославија је са 2 учесника у финалу и 5 освојених бодова делила 15. место са Аустријом и Уједињеним Краљевством, од 22 земље које су имале представнике у финалу. Једино Турска није имала финалисте.
| Плас. | Земља | 1. место | 2. место | 3. место | 4. место | 5. место | 6. место | Бр. финал. - Бод. |
| ----- | ----- | -------- | -------- | -------- | -------- | -------- | -------- | ----------------- |
| 15.   | СФРЈ  | 0        | 0        | 0        | 1—3      | 1—2      | 0        | 2—9               |

## Учесници
| Бр. | Дисциплина   | Мушкарци                                 | Жене | Укупно |
| --- | ------------ | ---------------------------------------- | ---- | ------ |
| 1.  | 400 м        | Лучано Сушањ, АК Кварнер, Ријека         |      | 1      |
| 2.  | 800 м        | Јоже Међимурец, АК Партизан, Београд     |      | 1      |
| 3.  | Скок удаљ    | Миљенко Рак, АК Славонија, Осијек        |      | 1      |
| 4.  | Троскок      | Милан Спасојевић, АК Раднички Крагујевац |      | 1      |
| 5   | Бацање кугле | Иван Иванчић, АК Црвена звезда, Београд  |      | 1      |
|     | Укупно (5)   | 5                                        | 0    | 5      |

## Резултати

### Мушкарци
| Атлетичар        | Дисциплина   | Лични рекорд | Квалификације | Квалификације | Полуфинале | Полуфинале | Финале           | Финале    | Детаљи |
| Атлетичар        | Дисциплина   | Лични рекорд | Резултат      | Место         | Резултат   | Место      | Резултат         | Место     | Детаљи |
| ---------------- | ------------ | ------------ | ------------- | ------------- | ---------- | ---------- | ---------------- | --------- | ------ |
| Лучано Сушањ     | 400 м        |              | 47,84         | 3 у гр 1 кв   | 47,85      | 4 у пф. 1  | Није се пласирао | 6/9       |        |
| Јоже Међимурец   | 800 м        | 1:47,5       | 2:12,24       | 5 у гр. 1     |            |            | Није се пласирао | 9 / 9     |        |
| Миљенко Рак      | скок удаљ    |              |               |               |            |            | 7,88             | 4/12 (13) |        |
| Милан Спасојевић | троскок      |              | 16,29         | 5/11          |            |            |                  |           |        |
| Иван Иванчић     | бацање кугле |              | 18,08         | 9/10          |            |            |                  |           |        |

## Биланс медаља Југославије после 3. Европског првенства у дворани 1970—1972.
|     | Земља  |   |   |   |   | УП  |
| 1.  | 1970.  | 0 | 0 | 1 | 1 | =12 |
| 2.  | 1971.  | 0 | 0 | 0 | 0 | =16 |
| 3.  | 1972.  | 0 | 0 | 0 | 0 | =19 |
| 1-3 | Укупно | 0 | 0 | 1 | 1 | =19 |
| --- | ------ | - | - | - | - | --- |

|                                        | Атлетичар/ка                           |                                        |                                        |                                        |                                        |                                        |
| Није било вишеструких освајача медаља. | Није било вишеструких освајача медаља. | Није било вишеструких освајача медаља. | Није било вишеструких освајача медаља. | Није било вишеструких освајача медаља. | Није било вишеструких освајача медаља. | Није било вишеструких освајача медаља. |
| -------------------------------------- | -------------------------------------- | -------------------------------------- | -------------------------------------- | -------------------------------------- | -------------------------------------- | -------------------------------------- |

## Освајачи медаља Југославије после 3. Европског првенства 1970—1972.
|    | Атлетичар/ка   | м | ж | ЕП       | Дисциплина |   |   |   |   |
| -- | -------------- | - | - | -------- | ---------- | - | - | - | - |
| 1. | Јоже Међимурец | м |   | 1970.    | 800 м      |   |   |   |   |
|    | Укупно         | 1 | 0 | 1970—72. |            | 0 | 0 | 1 | 1 |